# Île de Balanec
Balanec est une île de l'archipel de Molène, située à 8,6 milles marins du Conquet et à 1,2 milles marins de Molène, dans le Finistère, en Bretagne. Elle dépend administrativement depuis 1899 de la commune du Conquet et non de celle de l'Île-Molène.

## Géographie
L'île s'étend sur 1 km, pour une largeur maximale de 750 m. Elle présente quatre pointes, dont l'une est constituée par la roche Ror Han qui offre un abri au-dessus d'une petite anse qui permet le débarquement. Elle comporte un plan d'eau intérieur dont l'eau est saumâtre.
Elle est recouverte par une végétation rase, essentiellement constituée de fougères et d'herbes grasses.

## Histoire

### Étymologie
Le nom Balanec siginifierait « l'île aux balanes », des crustacés vivant sur les rochers, ou « l'île des Genêts ».

### Moyen Âge
Comme Béniguet, au Moyen Âge, l'île appartient aux Comtes de Léon, puis à l'Abbaye de Saint-Mathieu.

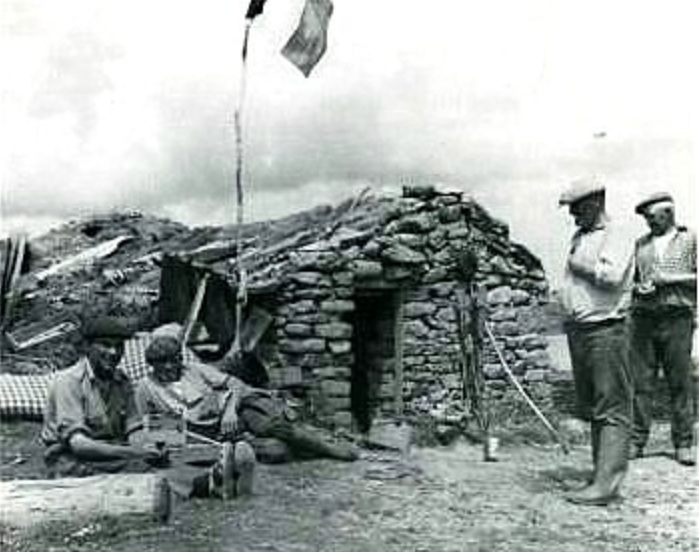
Goémoniers dans l'archipel de Molène

### LeXIXesiècle

#### Description de Balanec en 1894
Victor-Eugène Ardouin-Dumazet fait cette description de l'Île de Balanec en 1894 :

« De nouveau nous passons entre Molène et Lédénès, où des vaches paissent l’herbe courte ; voici encore les Trois-Pierres, puis nous entrons dans une passe périlleuse qui commande l'île Balanec. Cette terre renferme une seule ferme avec un petit troupeau qui paît dans les prairies. Quelques cultures font vivre les quatre habitants de Balanec. Très irrégulière de forme, elle projette deux péninsules rocheuses et se mamelonne en tertres gazonnés. Dans sa plus grande longueur, Balanec a 800 mètres, dans sa plus grande largeur elle en a 400 à peine. »

« La Louise a rapidement dépassé cette petite île. Nous ne contemplons pas sans mélancolie sa ferme, l'unique ferme, d’où monte un filet de fumée bleue. Quelle existence, celle de cette famille isolée au milieu de la mer, privée de toutes relations avec le continent ou les îles voisines pendant les longues tempêtes et les brumes ! Peut-être ces gens-là sont-ils heureux dans cette terre sans arbres : si le verre est petit, ils boivent dans leur verre. »

En 1899 Balanec et les îles avoisinantes, qui appartenaient jusque-là à la commune de Ploumoguer, furent annexées par la commune du Conquet.

### LeXXesiècle
Une tempête survenue en février 1904 a les conséquences suivantes :

« À l'île Balanec, dépendant du Conquet, située entre Molène et Ouessant, des rochers de 40 mètres de hauteur ont été couverts de goémons projetés par les vagues. Trois hectares de terrains cultivables ne pourront pas être utilisés avant quatre ans à cause des éléments salins qui ont été déposés. L'île était habitée par le fermier Quéméneur. La violence de la mer ayant broyé son bateau, le malheureux se trouvait isolé de toutes communications tant avec le continent qu'avec Molène ; il hissa un pavillon de détresse ; un bateau s'est rendu à l'appel, a pris Quéméneur et l'a débarqué au Conquet. »

Comme d'autres îles de l'archipel de Molène, Balanec a été occupée et exploitée, notamment pour l'orge, le seigle, les pommes de terre. L'utilisation du goémon pour fertiliser la terre permettait de vendre une partie de la production sur le continent, tandis que quelques vaches, cochons et volailles permettaient d'assurer la subsistance d'une famille. De même, l'île accueillait en saison des goémoniers, dont on trouve encore les petits logements. Cependant, le 2 février 1904, elle fut couverte par les flots, ce qui stérilisa temporairement les terres labourables et provoqua le départ temporaire du fermier, les terres de l'île restèrent stériles pendant quatre ans.
En 1918, les îles de Bannec et Balanec sont ainsi décrites par un voyageur qui les longe :

« Peu après avoir quitté Molène, on contourne les îles Bannec et Balanec, toutes ennuagées de fumées de goémon. Ces îles ont ainsi un aspect étrange ; on distingue sur les roches des silhouettes humaines s'agitant dans cette nuée épaisse, semblant accomplir des mystères redoutables, avec leurs longs ringards dont ils remuent les cendres dans leurs fours en plein vent. Et si l'on se prend à rêver quelque peu devant ce spectacle grandiose, on ne sait si, brusquement, on n'est pas reporté de nombreux siècles en arrière, et si l'on n'assiste pas à la célébration des rites mystérieux des cultes abolis. »

Balanec est ainsi décrite dans un article de Pierre Bouis paru dans le journal Ouest-Éclair en 1930 :

« Dépendante du Conquet, Balanec est louée, comme d'autres îles de l'archipel, à un particulier pour la récolte du goémon et la fabrication de la soude. Ce particulier prend le titre de « patron de l'île ». À Balanec, ce "patron" est une femme, Mme Masson-Monot qui, non sans mérite, dirige les travaux des rudes gars que sont les pigouliers. Les habitudes de ces derniers retiendront notre attention. Sous des barques renversées, exhaussées sur quelques cailloux calfatés de terre, ou encore dans les anfractuosités de rocher, complétées de quelques vieilles planches, des hamacs sont suspendus, que l'on discerne mal dans la fumée émise par un fourneau de fortune d'où nous vient aussi une odeur de soupe de poisson. Auprès de ces pittoresques logis, de larges tranches de congres salées sèchent en plein air, comme en Islande la morue : provisions pour les jours où le gros temps interdira aux pigouliers de se livrer à la pêche dans les barques minusculent dont ils disposent. »

Les derniers habitants, les familles Bihannic et Masson, quittèrent l'île en 1947 si l'on en croit un témoignage, celui de Jeanne Masson (« Tante Jeanne »), fille des derniers fermiers de l'île :

« L'île de Balaneg appartenait à une usine de goémon de la région de Ploudalmézeau (29). Elle embauchait des goémoniers et des saisonniers qu'elle envoyait sur les îles de l'archipel récolter pour son compte. Sur l'île il y avait une ferme, que l'usine proposait (en location) à une famille pour s'y installer et ainsi s'occuper de la ferme et des terres.(...) On faisait le goémon noir qu'on vendait à l'usine de Lampaul Plouarzel, on vendait des galets, on s'occupait de la ferme... on avait des vaches, des cochons, des moutons, des poules... on faisait de la betterave, de la pomme de terre, des légumes... (...) À Molène on allait vendre notre beurre et on allait y chercher le pain toutes les semaines... mon père avait un bateau. (...) On louait à notre tour des parcelles de l'île pour des goémoniers saisonniers, qui faisaient sécher là leur goémon d'avril à septembre. »

L'île de Balanec fut plus tard utilisée comme centre de rééducation pour jeunes délinquants par le père Albert Laurent entre 1954 et 1959, tout comme l'île de Trielen. Les pensionnaires dépérirent jusqu'à ce que le père de Jean-Claude Paul, alerté par une lettre de son fils, ne s'inquiète auprès du maire de Molène, M. Bourlès. Lorsque les mauvais traitements furent avérés, des Molénais se mobilisèrent pour y mettre fin. Ainsi, lors d'une visite d'inspection, le père Laurent fut laissé en pleine tempête sur l'île de Balanec par les Molénais, excédés par les impayés et l'état physique des jeunes. En 1959, ces centres furent fermés définitivement.
Propriété du conseil général du Finistère depuis le 7 février 1972, elle a été acquise dans le cadre d'une procédure d'expropriation à la suite de l'arrêté de déclaration d'utilité publique du 8 novembre 1971. Elle est depuis octobre 1976 gérée par la SEPNB, désormais dénommée Bretagne vivante, dans le cadre de la réserve naturelle nationale d'Iroise.